# Video xen kẽ

Video xen kẽ được quay chậm.

Video xen kẽ (còn được gọi là quét xen kẽ) là một kỹ thuật để tăng gấp đôi tốc độ khung hình cảm nhận của màn hình video mà không tốn thêm băng thông. Tín hiệu xen kẽ chứa hai trường của khung hình video được chụp ở hai thời điểm khác nhau. Điều này giúp tăng cường nhận thức chuyển động cho người xem và giảm nhấp nháy bằng cách tận dụng hiện tượng phi.
Điều này có hiệu quả gấp đôi độ phân giải thời gian (còn được gọi là độ phân giải thời gian) so với cảnh quay không xen kẽ (đối với tốc độ khung hình bằng tốc độ trường). Các tín hiệu xen kẽ đòi hỏi một màn hình có khả năng hiển thị các trường riêng lẻ theo thứ tự liên tục. Màn hình CRT và màn hình plasma ALiS được tạo để hiển thị tín hiệu xen kẽ.
Quét xen kẽ đề cập đến một trong hai phương pháp phổ biến để "vẽ" hình ảnh video trên màn hình hiển thị điện tử (phương pháp khác là quét lũy tiến) bằng cách quét hoặc hiển thị từng dòng hoặc hàng pixel. Kỹ thuật này sử dụng hai trường để tạo khung. Một trường chứa tất cả các dòng số lẻ trong hình ảnh; cái kia chứa tất cả các dòng được đánh số chẵn.
Phase Alternating Line (PAL) dựa trên bộ truyền hình hiển thị, ví dụ, quét 50 lĩnh vực mỗi giây (25 lẻ và 25 chẵn). Hai bộ 25 trường hoạt động cùng nhau để tạo ra một khung hình đầy đủ cứ sau 1/25 giây (hoặc 25 khung hình mỗi giây), nhưng với việc xen kẽ sẽ tạo ra một nửa khung hình mới cứ sau 1/50 giây (hoặc 50 trường mỗi giây). Để hiển thị video xen kẽ trên màn hình quét liên tục, phát lại áp dụng khử xen kẽ cho tín hiệu video (có thêm độ trễ đầu vào).
Liên đoàn phát thanh truyền hình châu Âu đã lập luận chống lại video interlaced trong sản xuất và phát sóng. Họ đề xuất 720p50 khung hình/giây (khung hình mỗi giây) cho định dạng sản xuất hiện tại, và đang hợp tác với ngành để giới thiệu 1080p50 như một tiêu chuẩn sản xuất trong tương lai. 1080p50 cung cấp độ phân giải dọc cao hơn, chất lượng tốt hơn ở tốc độ bit thấp hơn và chuyển đổi dễ dàng hơn sang các định dạng khác, chẳng hạn như 720p 50 và 1080i 50. Đối số chính là dù thuật toán khử xen kẽ có phức tạp đến đâu, Không thể loại bỏ hoàn toàn các thành phần trong tín hiệu xen kẽ vì một số thông tin bị mất giữa các khung.
Bất chấp những tranh luận chống lại nó, các tổ chức tiêu chuẩn truyền hình vẫn tiếp tục hỗ trợ xen kẽ. Nó vẫn được bao gồm trong các định dạng truyền video kỹ thuật số như DV, DVB và ATSC. Các tiêu chuẩn nén video mới như Mã hóa video hiệu quả cao được tối ưu hóa cho video quét liên tục, nhưng đôi khi không hỗ trợ video xen kẽ.

## Mô tả
Quét liên tục chụp, truyền và hiển thị hình ảnh trong một đường dẫn tương tự như văn bản trên một trang của dòng từng dòng, từ trên xuống dưới. Mẫu quét xen kẽ trong màn hình CRT cũng hoàn thành quá trình quét như vậy, nhưng trong hai lần (hai trường). Pass đầu tiên hiển thị các dòng được đánh số đầu tiên và tất cả, từ góc trên cùng bên trái đến góc dưới bên phải. Pass thứ hai hiển thị dòng thứ hai và tất cả được đánh số chẵn, điền vào các khoảng trống trong lần quét đầu tiên.
Quá trình quét các dòng thay thế này được gọi là xen kẽ. Một lĩnh vực là một hình ảnh mà chỉ chứa một nửa số dòng cần thiết để tạo ra một bức tranh hoàn chỉnh. Sự bền bỉ của tầm nhìn làm cho mắt cảm nhận hai trường như một hình ảnh liên tục. Trong thời của CRT hiển thị, chế độ phát sáng của phosphor của màn hình hỗ trợ hiệu ứng này.
Việc xen kẽ cung cấp đầy đủ chi tiết dọc với cùng một băng thông sẽ được yêu cầu để quét toàn bộ tiến trình, nhưng với tốc độ khung hình và tốc độ làm mới gấp đôi. Để ngăn ngừa nhấp nháy, tất cả các hệ thống truyền hình phát sóng tương tự được sử dụng xen kẽ.
Các định danh định dạng như 576i50 và 720p 50 chỉ định tốc độ khung hình cho các định dạng quét lũy tiến, nhưng đối với các định dạng xen kẽ, chúng thường chỉ định tốc độ trường (gấp đôi tốc độ khung hình). Điều này có thể dẫn đến nhầm lẫn, bởi vì các định dạng mã thời gian SMPTE tiêu chuẩn ngành luôn xử lý tốc độ khung hình, không phải tốc độ trường. Để tránh nhầm lẫn, SMPTE và EBU luôn sử dụng tốc độ khung hình để chỉ định các định dạng xen kẽ, ví dụ: 480i60 là 480i30, 576i50 là 576i/25 và 1080i50 là 1080i25. Quy ước này giả định rằng một khung hoàn chỉnh trong tín hiệu xen kẽ bao gồm hai trường theo thứ tự.

## Lợi ích của việc xen kẽ

Ảnh chụp màn hình từ HandBrake, cho thấy sự khác biệt giữa hình ảnh bị xen kẽ và xen kẽ.

Một trong những yếu tố quan trọng nhất trong truyền hình analog là băng thông tín hiệu, được đo bằng megahertz. Băng thông càng lớn, toàn bộ chuỗi sản xuất và phát sóng càng tốn kém và phức tạp. Điều này bao gồm máy ảnh, hệ thống lưu trữ, hệ thống phát sóng Hệ thống tiếp nhận và tiếp nhận: mặt đất, cáp, vệ tinh, Internet và màn hình người dùng cuối (TV và màn hình máy tính).
Đối với băng thông cố định, xen kẽ cung cấp tín hiệu video với tốc độ làm mới màn hình gấp đôi cho một số dòng nhất định (so với quét liên tục video ở tốc độ khung hình tương tự, ví dụ 1080i ở 60 khung hình nửa giây, so với 1080p ở 30 khung hình đầy đủ mỗi giây). Tốc độ làm mới cao hơn giúp cải thiện sự xuất hiện của một vật thể đang chuyển động, bởi vì nó cập nhật vị trí của nó trên màn hình thường xuyên hơn và khi một vật thể đứng yên, tầm nhìn của con người kết hợp thông tin từ nhiều nửa khung hình tương tự để tạo ra độ phân giải cảm nhận giống như được cung cấp bởi một khung đầy đủ lũy tiến. Kỹ thuật này chỉ hữu ích, nếu tài liệu nguồn có sẵn ở tốc độ làm mới cao hơn. Phim điện ảnh thường được ghi ở tốc độ 24 khung hình/giây và do đó không được hưởng lợi từ việc xen kẽ, một giải pháp giúp giảm băng thông video tối đa xuống 5 MHz mà không làm giảm tốc độ quét hình ảnh hiệu quả là 60 Hz.
Với băng thông cố định và tốc độ làm mới cao, video xen kẽ cũng có thể cung cấp độ phân giải không gian cao hơn so với quét liên tục. Chẳng hạn, HDTV độ phân giải 1920 × 1080 pixel xen kẽ với tốc độ trường 60 Hz (được gọi là 1080i60 hoặc 1080i/30) có băng thông tương tự với HDTV quét lũy tiến 1280 × 720 pixel với tốc độ khung hình 60 Hz (720p60 hoặc 720p/60), nhưng đạt được độ phân giải không gian gấp đôi cho các cảnh chuyển động thấp.
Tuy nhiên, lợi ích băng thông chỉ áp dụng cho tín hiệu video kỹ thuật số tương tự hoặc không nén. Với tính năng nén video kỹ thuật số, như được sử dụng trong tất cả các tiêu chuẩn TV kỹ thuật số hiện tại, xen kẽ giới thiệu không hiệu quả bổ sung. EBU đã thực hiện các thử nghiệm cho thấy mức tiết kiệm băng thông của video xen kẽ so với video lũy tiến là tối thiểu, thậm chí với tốc độ khung hình gấp đôi. Tức là, tín hiệu 1080p50 tạo ra tốc độ bit tương đương với tín hiệu 1080i50 (còn gọi là 1080i/25),và 1080p50 thực sự đòi hỏi ít băng thông hơn để được nhận thức là tốt hơn so với 1080i/25 (1080i50) tương đương khi mã hóa "thể thao - gõ "cảnh.
các VHS và hầu hết các phương pháp quay video tương tự khác sử dụng trống quay để ghi video trên băng, được hưởng lợi từ việc xen kẽ. Trên VHS, trống quay một vòng quay đầy đủ trên mỗi khung hình và mang hai đầu hình ảnh, mỗi đầu quét bề mặt băng một lần cho mỗi vòng quay. Nếu thiết bị được thực hiện để quay video quét liên tục, chuyển đổi của các đầu sẽ rơi vào giữa hình ảnh và xuất hiện dưới dạng một dải ngang. Sự xen kẽ cho phép các chuyển đổi xảy ra ở trên cùng và dưới cùng của hình ảnh, các khu vực trong một TV tiêu chuẩn là vô hình đối với người xem. Thiết bị cũng có thể được làm cho gọn hơn so với mỗi lần quét ghi lại toàn khung hình, vì điều này sẽ yêu cầu trống có đường kính gấp đôi quay với một nửa tốc độ góc và làm cho thời gian dài hơn, quét trên băng để bù cho số lượng đường gấp đôi trên mỗi lần quét. Tuy nhiên, cùng một trường của hình ảnh, về cơ bản giảm một nửa độ phân giải dọc cho đến khi tiến hành phát lại. Tùy chọn khác là chụp toàn bộ khung hình (cả hai trường) khi nhấn nút tạm dừng ngay trước khi thực sự dừng băng, sau đó lặp lại nó từ bộ đệm khung. Phương pháp thứ hai có thể tạo ra một hình ảnh sắc nét hơn nhưng một số mức độ xen kẽ chủ yếu sẽ được yêu cầu để đạt được lợi ích thị giác đáng chú ý. Mặc dù phương pháp trước đây sẽ tạo ra các tạo tác nằm ngang về phía trên và dưới của hình ảnh do các đầu không thể đi qua chính xác cùng một đường dọc theo bề mặt băng như khi ghi trên băng di chuyển, việc điều chỉnh sai này thực sự sẽ tồi tệ hơn khi ghi liên tục.
Có thể khai thác xen kẽ để tạo chương trình TV 3D, đặc biệt là với màn hình CRT và đặc biệt đối với kính được lọc màu bằng cách truyền hình ảnh có khóa màu cho mỗi mắt trong các trường xen kẽ. Điều này không yêu cầu thay đổi đáng kể cho thiết bị hiện có. Kính lúp rõ ràng cũng có thể được chấp nhận với yêu cầu đạt được sự đồng bộ hóa. Nếu một màn hình quét lũy tiến được sử dụng để xem chương trình như vậy, bất kỳ nỗ lực nào để khử xen kẽ hình ảnh sẽ khiến hiệu ứng trở nên vô dụng. Đối với kính được lọc màu, hình ảnh phải được đệm và hiển thị như thể nó là lũy tiến với các dòng khóa màu xen kẽ hoặc mỗi trường phải được nhân đôi và hiển thị dưới dạng các khung rời rạc. Quy trình thứ hai là cách duy nhất để phù hợp với kính cửa trập trên màn hình lũy tiến.

## Khử xen kẽ
Bài viết chính: Khử xen kẽ
Các bảng plasma ALiS và CRT cũ có thể hiển thị video xen kẽ trực tiếp, nhưng màn hình video máy tính và TV hiện đại chủ yếu dựa trên công nghệ LCD, chủ yếu sử dụng quét liên tục.
Để hiển thị video xen kẽ trên màn hình quét lũy tiến đòi hỏi một quá trình gọi là khử xen kẽ. Đây là một kỹ thuật không hoàn hảo, và thường làm giảm độ phân giải và gây ra nhiều hiện vật khác nhau, đặc biệt là ở các khu vực có vật thể chuyển động. Cung cấp chất lượng hình ảnh tốt nhất cho tín hiệu video xen kẽ đòi hỏi các thiết bị và thuật toán đắt tiền và phức tạp. Đối với màn hình tivi, các hệ thống xen kẽ được tích hợp vào các TV quét quét liên tục chấp nhận tín hiệu xen kẽ, chẳng hạn như tín hiệu SDTV phát sóng.
Hầu hết các màn hình máy tính hiện đại không hỗ trợ video xen kẽ, bên cạnh một số chế độ phân giải trung bình cũ (và có thể là 1080i dưới dạng bổ trợ cho 1080p) và hỗ trợ cho video độ phân giải tiêu chuẩn (480/576i hoặc 240/288p) đặc biệt hiếm khi có tần số quét dòng thấp hơn nhiều so với video máy tính tương tự cao hơn "VGA" điển hình các chế độ. Thay vào đó, việc phát lại video xen kẽ từ DVD, tệp kỹ thuật số hoặc thẻ ghi tương tự trên màn hình máy tính đòi hỏi một số hình thức khử xen kẽ trong phần mềm trình phát và/hoặc phần cứng đồ họa, thường sử dụng các phương pháp rất đơn giản để giải mã. Điều này có nghĩa là video xen kẽ thường có các tạo tác có thể nhìn thấy trên các hệ thống máy tính. Hệ thống máy tính có thể được sử dụng để chỉnh sửa video xen kẽ, nhưng sự chênh lệch giữa các hệ thống hiển thị video máy tính và các định dạng tín hiệu truyền hình xen kẽ có nghĩa là nội dung video được chỉnh sửa không thể được xem đúng mà không có phần cứng hiển thị video riêng biệt.
Các TV sản xuất hiện tại sử dụng một hệ thống ngoại suy thông minh các thông tin bổ sung sẽ có trong tín hiệu lũy tiến hoàn toàn từ một bản gốc xen kẽ. Về lý thuyết: đây đơn giản chỉ là vấn đề áp dụng các thuật toán thích hợp cho tín hiệu xen kẽ, vì tất cả thông tin sẽ có trong tín hiệu đó. Trong thực tế, kết quả hiện tại có thể thay đổi và phụ thuộc vào chất lượng của tín hiệu đầu vào và lượng công suất xử lý được áp dụng cho chuyển đổi. Hiện tại, trở ngại lớn nhất là hiện vật trong các tín hiệu xen kẽ chất lượng thấp hơn (nói chung là video phát sóng), vì chúng không nhất quán giữa các lĩnh vực. Mặt khác, các tín hiệu xen kẽ tốc độ bit cao như từ máy quay HD hoạt động ở chế độ tốc độ bit cao nhất của chúng hoạt động tốt.
Các thuật toán khử xen kẽ tạm thời lưu trữ một vài khung hình ảnh xen kẽ và sau đó ngoại suy dữ liệu khung hình bổ sung để tạo ra một hình ảnh nhấp nháy mượt mà. Việc lưu trữ và xử lý khung này dẫn đến độ trễ hiển thị nhỏ có thể nhìn thấy trong các phòng trưng bày kinh doanh với một số lượng lớn các mô hình khác nhau được hiển thị. Không giống như tín hiệu NTSC cũ chưa được xử lý, các màn hình không theo chuyển động đồng bộ hoàn hảo. Một số mô hình xuất hiện để cập nhật nhanh hơn hoặc chậm hơn một số khác. Tương tự, âm thanh có thể có hiệu ứng tiếng vang do độ trễ xử lý khác nhau.

## Lịch sử
Khi phim ảnh chuyển động được phát triển, màn hình phim phải được chiếu sáng với tốc độ cao để tránh hiện tượng nhấp nháy. Tốc độ chính xác cần thiết thay đổi theo độ sáng - 50 Hz là (hầu như) chấp nhận được đối với màn hình nhỏ, độ sáng thấp trong phòng thiếu sáng, trong khi 80 Hz trở lên có thể cần thiết cho màn hình sáng mở rộng ra tầm nhìn ngoại vi. Giải pháp phim là chiếu mỗi khung hình ba lần bằng màn trập ba cánh: một bộ phim được quay ở 16 khung hình mỗi giây chiếu sáng màn hình 48 lần mỗi giây. Sau này, khi phim âm thanh trở nên khả dụng, tốc độ chiếu cao hơn 24 khung hình/giây cho phép màn trập hai cánh tạo ra 48 lần mỗi giây chiếu sáng nhưng chỉ trong các máy chiếu không có khả năng chiếu ở tốc độ thấp hơn.
Giải pháp này không thể được sử dụng cho truyền hình. Để lưu trữ một khung hình video đầy đủ và hiển thị hai lần, cần có bộ đệm khung Bộ nhớ bộ lọc (RAM) đầy đủ để lưu trữ một khung hình video. Phương pháp này đã không trở nên khả thi cho đến cuối những năm 1980. Ngoài ra, tránh các kiểu nhiễu trên màn hình do ánh sáng studio gây ra và giới hạn của công nghệ ống chân không yêu cầu CRT cho TV phải được quét ở tần số dòng AC. (Đây là 60 Hz ở Mỹ, 50 Hz Châu Âu.)
Trong lĩnh vực truyền hình cơ học, Léon Theremin đã trình diễn khái niệm xen kẽ. Ông đã phát triển một chiếc tivi dựa trên trống gương, bắt đầu với độ phân giải 16 dòng vào năm 1925, sau đó là 32 dòng và cuối cùng là 64 sử dụng xen kẽ vào năm 1926. Là một phần của luận án, vào ngày 7 tháng 5 năm 1926, ông truyền điện và chiếu gần như đồng thời hình ảnh chuyển động trên một màn hình vuông năm feet.
Năm 1930, kỹ sư người Đức Telefunken Fritz Schröter lần đầu tiên đưa ra và cấp bằng sáng chế cho khái niệm phá vỡ một khung hình video thành các đường xen kẽ. Ở Mỹ, RCA kỹ sư Randall C. Ballard cấp bằng sáng chế ý tưởng tương tự vào năm 1932.Thực hiện thương mại bắt đầu vào năm 1934 như màn hình ống tia cathode trở thành sáng hơn, tăng mức độ nhấp nháy do tiến bộ (tuần tự) quét.
Vào năm 1936, khi Vương quốc Anh đang thiết lập các tiêu chuẩn tương tự, các thiết bị điện tử ổ CRT dựa trên van nhiệt sớm chỉ có thể quét ở khoảng 200 dòng trong 1/50 giây (tức là tốc độ lặp lại khoảng 10 kHz cho dạng sóng lệch trục răng cưa). Sử dụng xen kẽ, một cặp trường 202,5 có thể được đặt chồng lên nhau để trở thành khung dòng 405 sắc nét hơn (với khoảng 377 được sử dụng cho hình ảnh thực tế và ít nhìn thấy hơn trong viền màn hình; theo cách nói hiện đại, tiêu chuẩn sẽ là "377i"). Tần số quét dọc vẫn là 50 Hz, nhưng chi tiết có thể nhìn thấy được cải thiện rõ rệt. Do đó, hệ thống này đã thay thế hệ thống quét tiến bộ cơ học 240 dòng của John Logie Bairdcũng đang được thử nghiệm vào thời điểm đó.
Từ những năm 1940 trở đi, những cải tiến về công nghệ cho phép Mỹ và phần còn lại của châu Âu áp dụng các hệ thống sử dụng tần số quét đường cao hơn và băng thông tín hiệu vô tuyến nhiều hơn để tạo ra số lượng đường truyền cao hơn ở cùng tốc độ khung hình, do đó đạt được chất lượng hình ảnh tốt hơn. Tuy nhiên, các nguyên tắc cơ bản của quét xen kẽ là trung tâm của tất cả các hệ thống này. Hoa Kỳ đã áp dụng hệ thống dòng 525, sau đó kết hợp tiêu chuẩn màu tổng hợp được gọi là NTSC, Châu Âu đã áp dụng dòng 625 hệ thống và Vương quốc Anh đã chuyển từ hệ thống dòng 405 bình dị của mình sang 625 (giống như Mỹ) hơn nhiều để tránh phải phát triển một phương pháp truyền hình màu độc đáo (toàn bộ). Pháp đã chuyển từ hệ thống đơn sắc 819 dòng tương tự của mình sang tiêu chuẩn châu Âu hơn 625. Nói chung, châu Âu, bao gồm Vương quốc Anh, sau đó áp dụng tiêu chuẩn mã hóa màu PAL, chủ yếu dựa trên NTSC, nhưng đảo ngược pha mang màu với từng dòng (và khung) để hủy bỏ các giai đoạn biến dạng màu sắc gây ra sự cố phát sóng NTSC. Thay vào đó, Pháp đã áp dụng SECAMdựa trên sóng mang đôi, độc nhấthệ thống, cung cấp chất lượng được cải thiện với chi phí phức tạp điện tử lớn hơn, và cũng được sử dụng bởi một số quốc gia khác, đặc biệt là Nga và các quốc gia vệ tinh. Mặc dù các tiêu chuẩn màu thường được sử dụng làm từ đồng nghĩa cho tiêu chuẩn video cơ bản - NTSC cho 525i/60, PAL/SECAM cho 625i/50 - có một số trường hợp đảo ngược hoặc sửa đổi khác; ví dụ: màu PAL được sử dụng trên các chương trình phát sóng "NTSC" (nghĩa là 525i/60) ở Brazil, cũng như ngược lại ở những nơi khác, cùng với các trường hợp băng thông PAL bị nén đến 3,58 MHz để phù hợp với phân bổ băng sóng phát sóng của NTSC, hoặc NTSC đang được mở rộng để chiếm 4,43 MHz của PAL.
Sự xen kẽ là phổ biến trong các màn hình cho đến những năm 1970, khi nhu cầu của màn hình máy tính dẫn đến việc giới thiệu lại quá trình quét tiến bộ, kể cả trên TV thông thường hoặc màn hình đơn giản dựa trên cùng một mạch; hầu hết các màn hình dựa trên CRT hoàn toàn có khả năng hiển thị cả tiến bộ và xen kẽ bất kể mục đích sử dụng ban đầu của chúng là gì, miễn là tần số ngang và dọc phù hợp, vì sự khác biệt kỹ thuật chỉ đơn giản là bắt đầu/kết thúc chu kỳ đồng bộ hóa dọc giữa đường quét mọi khung hình khác (xen kẽ) hoặc luôn đồng bộ hóa ngay khi bắt đầu/kết thúc một dòng (lũy tiến). Interlace vẫn được sử dụng cho hầu hết các TV độ nét tiêu chuẩn và tiêu chuẩn phát sóng HDTV 1080i, nhưng không dành cho LCD, micromirror (DLP), hoặc hầu hết các màn hình plasma; những màn hình này không sử dụng quét raster để tạo hình ảnh (bảng của chúng vẫn có thể được cập nhật theo kiểu quét từ trái sang phải, từ trên xuống dưới, nhưng luôn theo kiểu tiến bộ và không nhất thiết phải ở cùng tốc độ như tín hiệu đầu vào) và do đó không thể hưởng lợi từ việc xen kẽ (trong đó LCD cũ sử dụng hệ thống "quét kép" để cung cấp độ phân giải cao hơn với công nghệ cập nhật chậm hơn, thay vào đó, bảng điều khiển được chia thành hai nửa liền kề được cập nhật đồng thời): trong thực tế, chúng phải được điều khiển với tín hiệu quét lũy tiến. Sự xen kẽmạch để có được quét lũy tiến từ tín hiệu truyền hình phát sóng xen kẽ bình thường có thể thêm vào chi phí của một TV sử dụng màn hình như vậy. Hiện tại, màn hình tiến bộ chiếm lĩnh thị trường HDTV.

### Xen kẽ và máy tính
Vào những năm 1970, máy tính và hệ thống trò chơi video gia đình bắt đầu sử dụng TV làm thiết bị hiển thị. Vào thời điểm đó, tín hiệu NTSC 480 dòng vượt xa khả năng đồ họa của máy tính giá rẻ, vì vậy các hệ thống này đã sử dụng tín hiệu video được đơn giản hóa để làm cho mỗi trường video quét trực tiếp trên đầu trước, thay vì mỗi dòng giữa hai dòng của trường trước đó, cùng với số pixel ngang tương đối thấp. Điều này đánh dấu sự trở lại của quét tiến bộ không được nhìn thấy kể từ những năm 1920. Vì mỗi trường trở thành một khung hoàn chỉnh theo cách riêng của nó, thuật ngữ hiện đại sẽ gọi 240p này trên các bộ NTSC và 288p trên PAL. Mặc dù các thiết bị tiêu dùng được phép tạo ra các tín hiệu như vậy, các quy định phát sóng đã cấm các đài truyền hình truyền video như thế này. Các tiêu chuẩn giám sát máy tính như chế độ TTL-RGB có sẵn trên CGA và ví dụ BBC Micro đã đơn giản hóa hơn nữa cho NTSC, giúp cải thiện chất lượng hình ảnh bằng cách bỏ qua điều chế màu và cho phép kết nối trực tiếp hơn giữa hệ thống đồ họa của máy tính và CRT.
Vào giữa những năm 1980, máy tính đã vượt xa các hệ thống video này và cần màn hình tốt hơn. Hầu hết các máy tính văn phòng và gia đình cơ bản đều bị sử dụng phương pháp quét cũ, với độ phân giải màn hình cao nhất là khoảng 640 x 200 (hoặc đôi khi 640 x 256 ở các vùng 625/50 Hz), dẫn đến hình dạng pixel hẹp cao bị biến dạng nghiêm trọng, làm cho màn hình hiển thị văn bản có độ phân giải cao bên cạnh hình ảnh tỷ lệ thực khó khăn (chế độ "pixel vuông" logic là có thể nhưng chỉ ở độ phân giải thấp từ 320 x 200 trở xuống). Giải pháp từ các công ty khác nhau rất đa dạng. Do tín hiệu màn hình PC không cần phải phát, nên chúng có thể tiêu thụ nhiều hơn băng thông 6, 7 và 8 MHz mà tín hiệu NTSC và PAL bị giới hạn. Bộ điều hợp hiển thị đơn sắc của IBM và Bộ điều hợp đồ họa nâng cao cũng như Thẻ đồ họa Hercules và máy tính Macintoshban đầu tạo ra tín hiệu video từ 342 đến 350p, ở tần số 50 đến 60 Hz, với băng thông xấp xỉ 16 MHz, một số bản sao PC được cải tiến như AT & T 6300 (còn gọi là Olivetti M24) như cũng như các máy tính được sản xuất cho thị trường gia đình Nhật Bản đã quản lý 400p thay vì ở mức khoảng 24 MHz và Atari ST đã đẩy mức đó lên 71 Hz với băng thông 32 MHz - tất cả đều yêu cầu tần số cao chuyên dụng (và thường là chế độ đơn, không tương thích "video") màn hình do tỷ lệ dòng tăng của họ. Các Commodore Amiga thay vì tạo ra một sự thật interlaced 480i60/576i50 RGB tín hiệu ở tốc độ video phát (và với băng thông 7 hoặc 14 MHz), phù hợp với mã hóa NTSC/PAL (trong đó nó được giảm âm mượt mà đến 3,5 ~ 4,5 MHz). Khả năng này (cộng với khóa gen tích hợp) dẫn đến việc Amiga thống trị lĩnh vực sản xuất video cho đến giữa những năm 1990, nhưng chế độ hiển thị xen kẽ đã gây ra sự cố nhấp nháy cho các ứng dụng PC truyền thống hơn, trong đó yêu cầu chi tiết pixel đơn lẻ, với "trình sửa lỗi nhấp nháy "Thiết bị ngoại vi quét nhân đôi cộng với màn hình RGB tần số cao (hoặc màn hình A2024 chuyển đổi quét chuyên gia riêng của Commodore) đang trở nên phổ biến, nếu đắt tiền, mua giữa những người sử dụng điện. Năm 1987 chứng kiến sự ra đời của VGA, trên đó PC sớm được chuẩn hóa, cũng như Macintosh II của Apple phạm vi cung cấp màn hình tương tự, sau đó là độ phân giải và độ sâu màu vượt trội, với sự cạnh tranh giữa hai tiêu chuẩn (và các tiêu chuẩn gần đây của PC như XGA và SVGA) nhanh chóng nâng cao chất lượng hiển thị có sẵn cho cả người dùng chuyên nghiệp và gia đình.
Vào cuối những năm 1980 và đầu những năm 1990, các nhà sản xuất màn hình và card đồ họa đã giới thiệu các tiêu chuẩn độ phân giải cao mới hơn một lần nữa bao gồm xen kẽ. Các màn hình này chạy ở tần số quét cao hơn, thường cho phép tốc độ trường 75 đến 90 Hz (tức là tốc độ khung hình 37 đến 45 Hz) và có xu hướng sử dụng phosphor tồn tại lâu hơn trong CRT của chúng, tất cả đều nhằm giảm bớt các vấn đề nhấp nháy và ánh sáng. Các màn hình như vậy tỏ ra không phổ biến, bên ngoài các ứng dụng có độ phân giải cực cao chuyên dụng như CAD và DTP trong đó yêu cầu càng nhiều pixel càng tốt, với xen kẽ là một điều ác cần thiết và tốt hơn là cố gắng sử dụng các tương đương quét tiến bộ. Mặc dù nhấp nháy thường không rõ ràng ngay lập tức trên các màn hình này, tuy nhiên mỏi mắt và thiếu tập trung đã trở thành một vấn đề nghiêm trọng, và sự đánh đổi trong một thời gian dài hơn đã làm giảm độ sáng và phản ứng kém đối với các hình ảnh chuyển động, để lại những vệt màu rõ ràng và thường bị tắt. Những vệt màu này gây khó chịu nhỏ cho màn hình đơn sắc và màn hình thường cập nhật chậm hơn được sử dụng cho mục đích thiết kế hoặc truy vấn cơ sở dữ liệu, nhưng rắc rối hơn nhiều đối với màn hình màu và chuyển động nhanh hơn vốn có trong các hệ điều hành dựa trên cửa sổ ngày càng phổ biến, như cũng như cuộn toàn màn hình trong trình xử lý văn bản WYSIWYG, bảng tính và tất nhiên là cho các trò chơi hành động cao. Ngoài ra, các đường ngang mỏng, thông thường phổ biến cho GUI đầu tiên, kết hợp với độ sâu màu thấp có nghĩa là các thành phần cửa sổ thường có độ tương phản cao (thực sự, thường xuyên có màu đen và trắng), làm cho nó trở nên rõ ràng hơn so với các ứng dụng video trường thấp hơn. Khi tiến bộ công nghệ nhanh chóng khiến nó trở nên thiết thực và giá cả phải chăng, chỉ một thập kỷ sau khi các bản nâng cấp xen kẽ độ phân giải siêu cao đầu tiên xuất hiện cho PC của IBM, để cung cấp đồng hồ pixel đủ cao và tốc độ quét ngang cho các chế độ quét tiến bộ hi-rez trong chuyên nghiệp đầu tiên và sau đó hiển thị cấp độ người tiêu dùng, thực tế đã sớm bị từ bỏ. Trong phần còn lại của thập niên 1990, màn hình và card đồ họa thay vào đó chơi tuyệt vời với độ phân giải cao nhất được nêu là "không xen kẽ", ngay cả khi tốc độ khung hình tổng thể gần như không cao hơn so với các chế độ xen kẽ (ví dụ SVGA ở 56p so với 43i đến 47i) và thường bao gồm một chế độ hàng đầu về mặt kỹ thuật vượt quá độ phân giải thực tế của CRT (số lượng bộ ba phosphor màu) có nghĩa là không có độ rõ hình ảnh bổ sung nào đạt được thông qua xen kẽ và/hoặc tăng băng thông tín hiệu hơn nữa. Kinh nghiệm này là lý do tại sao ngành công nghiệp PC ngày nay vẫn chống lại sự xen kẽ trong HDTV và vận động cho tiêu chuẩn 720p và tiếp tục thúc đẩy việc áp dụng 1080p (ở tần số 60 Hz cho các nước kế thừa NTSC và 50 Hz cho PAL); tuy nhiên, 1080i vẫn là độ phân giải phát HD phổ biến nhất, nếu chỉ vì lý do tương thích ngược với phần cứng HDTV cũ không thể hỗ trợ 1080p - và đôi khi không phải là 720p - mà không cần thêm bộ chia tỷ lệ bên ngoài, Chuẩn MPEG2 được nhúng vào ví dụ DVB-T.